# Арнаутов Олексій Васильович
Арнау́тов Олексі́й Васи́льович (12.01.1907, м. Могилів-Подільський — 03.09.1937, м. Київ) — композитор, музично-громадський діяч.

## Життєпис
1931 закінчив Харківський інститут мистецтв (тепер Харківський національний університет мистецтв імені Івана Котляревського). 1931—1933 навчався в аспірантурі Української академії марксистсько-ленінських наук. Разом із О. Білокопитовим (1906—1937) та М. Колядою (1907—1935) був одним із організаторів та керівників Асоціації пролетарських музикантів України (АПМУ).
З 1935 працював у м. Києві (головний редактор музичного мовлення Українського радіо, завідувач музичного сектору видавництва «Мистецтво», секретар правління СКУ).
Працював у галузі агітмузики, дотримувався ідеології пролетарського мистецтва. Автор симфонічної поеми, оперет «Відкриття професора Вацилова», «Силуети міста», творів для фортепіано, хорів, солоспівів, пісень для дітей тощо. Виступав у пресі із публіцистичними статтями, в яких обстоював позиції АПМУ.
20.06.1937 заарештований, звинувачений у «націоналістичній пропаганді». Засуджений 02.09.1937 за ст. 54-8 («тероризм»), 54-11 («участь у контрреволюційній організації») Кримінального кодексу УРСР, розстріляний. Посмертно реабілітований 06.10.1956 за відсутністю складу злочину.